# Neoscona amamiensis
Neoscona amamiensis là một loài nhện trong họ Araneidae.
Loài này thuộc chi Neoscona. Neoscona amamiensis được miêu tả năm 1998 bởi Tanikawa.